# Progetto Sardegna
Progetto Sardegna è un partito politico regionale sardo, fondato da Renato Soru, imprenditore del settore delle telecomunicazioni il 25 novembre 2003, alla vigilia delle elezioni regionali del 2004 che lo hanno eletto Presidente della Regione Sardegna. Dopo essere confluito nel Partito Democratico, il partito si è riformato nel gennaio 2024 per sostenere la nuova candidatura di Soru alle elezioni regionali.

## Storia
Il movimento si collocava sulle posizioni della sinistra moderata, partecipando alla vittoria del centro-sinistra alle elezioni regionali in Sardegna del 2004, alle quali ottenne il 7,87% dei voti, eleggendo sette consiglieri regionali.
Si presentò come parte integrante dell'Unione anche alle provinciali del 2005. In quest'ultima competizione, Progetto Sardegna si è attestato sul 3,7% a livello regionale con il suo radicamento maggiore (7,4%) nella provincia di Nuoro. Tra i suoi componenti vi era l'allora presidente della Provincia di Olbia-Tempio (in seguito soppressa), Pietrina Murrighile.
Il 16 giugno 2005 Soru annuncia lo scioglimento di PS e nell'ottobre 2007 avviene la confluenza nel Partito Democratico, come componente della sezione sarda del PD. Al momento dello scioglimento, PS era guidato da Chicco Porcu.
Nel novembre 2023, in seguito alle critiche espresse nei confronti dell’accordo tra PD e Movimento 5 Stelle per le Elezioni regionali in Sardegna del 2024, e in particolare sulla decisione di non organizzare primarie interne, Renato Soru ha annunciato la propria ricandidatura da indipendente il 13 novembre 2023. Tra le liste a suo sostegno è stato quindi rilanciato il nome "Progetto Sardegna", con l’obiettivo di avviare il percorso per un nuovo partito sardo. Soru si piazzerà terzo con l'8,65% mancando l'elezione in consiglio regionale mentre Progetto Sardegna raccoglierà il 3,47% con 23.706 voti.

## Risultati elettorali
| Elezione       | Elezione       | Voti   | %    | Seggi  |
| -------------- | -------------- | ------ | ---- | ------ |
| Regionali 2004 | Regionali 2004 | 66.690 | 7,86 | 7 / 85 |
| Regionali 2024 | Regionali 2024 | 23.867 | 3,46 | 0 / 60 |